# Liste der Kulturdenkmale in Berlin-Britz

Lage von Britz in Berlin

In der Liste der Kulturdenkmale von Britz sind die Kulturdenkmale des Berliner Ortsteils Britz im Bezirk Neukölln aufgeführt.

## Denkmalbereiche (Ensembles)
| Nr.      | Lage                                                                         | Offizielle Bezeichnung | Bestandteile / Beschreibung                                | Bild                                |
| -------- | ---------------------------------------------------------------------------- | --- | ---------------------------------------------------------- | ----------------------------------- |
| 09060043 | Backbergstraße 37–38, 40 Alt-Britz Britzer Damm 167 Fulhamer Allee 53 (Lage) | Schule, Dorfkirche und Pfarrhaus mit Vorgarten Baudenkmale siehe: Backbergstraße 38, 40 Bodendenkmal siehe: Backbergstraße 38 | Weitere Bestandteile des Ensembles:                        | Weitere Bestandteile des Ensembles: |
| 09060043 | Backbergstraße 37–38, 40 Alt-Britz Britzer Damm 167 Fulhamer Allee 53 (Lage) | Schule, Dorfkirche und Pfarrhaus mit Vorgarten Baudenkmale siehe: Backbergstraße 38, 40 Bodendenkmal siehe: Backbergstraße 38 | 09060047 – Backbergstraße 37, Fritz-Karsen-Schule, um 1876 |                                     |
| 09060043 | Backbergstraße 37–38, 40 Alt-Britz Britzer Damm 167 Fulhamer Allee 53 (Lage) | Schule, Dorfkirche und Pfarrhaus mit Vorgarten Baudenkmale siehe: Backbergstraße 38, 40 Bodendenkmal siehe: Backbergstraße 38 | 09066757 – Britzer Damm 167, Kirchteich mit Freiflächen    |                                     |
| 09060043 | Backbergstraße 37–38, 40 Alt-Britz Britzer Damm 167 Fulhamer Allee 53 (Lage) | Schule, Dorfkirche und Pfarrhaus mit Vorgarten Baudenkmale siehe: Backbergstraße 38, 40 Bodendenkmal siehe: Backbergstraße 38 | Dorfanger Alt-Britz                                        |                                     |

## Denkmalbereiche (Gesamtanlagen)
| Nr.      | Lage | Offizielle Bezeichnung                                                                                | Beschreibung | Bild |
| -------- | --- | --- | --- | --- |
| 09060048 | Alt-Britz 73, 81 (Lage) | Gutshof Britz                                                                                         | Der Gutshof Britz ist das ehemalige Herrenhaus auf dem historischen Rittergut des Dorfes Berlin-Britz. Gutshaus (Nr. 73), 1706, Umbau 1883 (siehe auch Gartendenkmal Rosengarten). | Schloss Britz |
| 09060048 | Alt-Britz 73, 81 (Lage) | Gutshof Britz                                                                                         | Gutshof (Nr. 81), Mitte 18. Jh.–Mitte 19. Jh. | Schloss Britz |
| 09060048 | Alt-Britz 73, 81 (Lage) | Gutshof Britz                                                                                         | Stall am Gutshof | |
| 09060048 | Alt-Britz 73, 81 (Lage) | Gutshof Britz                                                                                         | Waschhaus mit Turm | Schloss Britz |
| 09060048 | Alt-Britz 73, 81 (Lage) | Gutshof Britz                                                                                         | Pferdestall | Pferdestall |
| 09060048 | Alt-Britz 73, 81 (Lage) | Gutshof Britz                                                                                         | Backhaus mit Einfriedung | Backhaus |
| 09060048 | Alt-Britz 73, 81 (Lage) | Gutshof Britz                                                                                         | Einfriedung mit Schornstein | Backhaus |
| 09060050 | Am Straßenbahnhof 27/53, 57/61, 50–50C, 52/60 Gradestraße 6, 22/24, 28/32 Holzmindener Straße 31/45, 51/65 Wussowstraße 5 (Lage) | Betriebshof der Großen Berliner Straßenbahn AG und Wohnanlage                                         | Betriebshof, 1925–1926 von Jean Krämer, 1928–1933 Umbau ebenda | |
| 09060050 | Am Straßenbahnhof 27/53, 57/61, 50–50C, 52/60 Gradestraße 6, 22/24, 28/32 Holzmindener Straße 31/45, 51/65 Wussowstraße 5 (Lage) | Betriebshof der Großen Berliner Straßenbahn AG und Wohnanlage                                         | Wohnanlage (5 Wohnzeilen), 1928–1930 von Jean Krämer | |
| 09060051 | Andreasberger Straße 4–9 Lauterberger Straße 13–14C (Lage) | Wohnanlage                                                                                            | 2 Wohnzeilen, 1925–1926 von Franz Fedler | |
| 09060052 | Blaschkoallee 32 Hannemannstraße Riesestraße (Lage) | Krankenhaus Neukölln                                                                                  | Hauptgebäude, wurde zwischen 1894 und 1896 vom damaligen Landkreis Teltow erbaut, zu dem Britz vor der Eingemeindung nach Groß-Berlin gehörte, als Kreiskrankenhaus Teltow. 1894 von Heinrich Schmieden und Rudolf Speer, 1898–1927, Umbau 1963 von Mullack, Schulz, Ouvrier. | Krankenhaus Britz |
| 09060052 | Blaschkoallee 32 Hannemannstraße Riesestraße (Lage) | Krankenhaus Neukölln                                                                                  | Wohnhaus | Krankenhaus Britz |
| 09060052 | Blaschkoallee 32 Hannemannstraße Riesestraße (Lage) | Krankenhaus Neukölln                                                                                  | Gärtnerhaus | Krankenhaus Britz |
| 09060052 | Blaschkoallee 32 Hannemannstraße Riesestraße (Lage) | Krankenhaus Neukölln                                                                                  | Garagen | |
| 09060052 | Blaschkoallee 32 Hannemannstraße Riesestraße (Lage) | Krankenhaus Neukölln                                                                                  | Gerätehaus | |
| 09060052 | Blaschkoallee 32 Hannemannstraße Riesestraße (Lage) | Krankenhaus Neukölln                                                                                  | Löschwasserteich? | |
| 09060052 | Blaschkoallee 32 Hannemannstraße Riesestraße (Lage) | Krankenhaus Neukölln                                                                                  | Heizhaus | |
| 09060052 | Blaschkoallee 32 Hannemannstraße Riesestraße (Lage) | Krankenhaus Neukölln                                                                                  | Wohnhaus Nr. 3 | |
| 09060052 | Blaschkoallee 32 Hannemannstraße Riesestraße (Lage) | Krankenhaus Neukölln                                                                                  | Wohnhaus Nr. 7 | |
| 09060052 | Blaschkoallee 32 Hannemannstraße Riesestraße (Lage) | Krankenhaus Neukölln                                                                                  | Wohnhaus Nr. 9 | |
| 09060052 | Blaschkoallee 32 Hannemannstraße Riesestraße (Lage) | Krankenhaus Neukölln                                                                                  | Wohnhaus Nr. 11 | |
| 09060052 | Blaschkoallee 32 Hannemannstraße Riesestraße (Lage) | Krankenhaus Neukölln                                                                                  | Wohnhaus Nr. 13 | |
| 09060052 | Blaschkoallee 32 Hannemannstraße Riesestraße (Lage) | Krankenhaus Neukölln                                                                                  | Wohnhaus Nr. 19 | |
| 09060052 | Blaschkoallee 32 Hannemannstraße Riesestraße (Lage) | Krankenhaus Neukölln                                                                                  | 3 Wirtschaftsgebäude | |
| 09060052 | Blaschkoallee 32 Hannemannstraße Riesestraße (Lage) | Teilverlust: Krankenhausgebäude                                                                       | Abriss von drei Gebäuden und drei Anbauten vor 2000 | |
| 09095039 | Britzer Damm 164 (Lage) | Gemeindeschule am Denkmalsplatz in Britz                                                              | Schulgebäude, 1911–1912 von Otto Kuhlmann; derzeit ist hier die Alfred-Nobel-Schule angesiedelt | |
| 09095039 | Britzer Damm 164 (Lage) | Gemeindeschule am Denkmalsplatz in Britz                                                              | Turnhalle | |
| 09095039 | Britzer Damm 164 (Lage) | Gemeindeschule am Denkmalsplatz in Britz                                                              | Vorplatz | |
| 09060053 | Buschrosenplatz 5/13 Franz-Körner-Straße 63/75, 79/83F Hannemannstraße 46, 52 Hippelstraße 25, 31 Rungiusstraße 75–84, 86/98 (Lage) | Siedlung Ideal                                                                                        | 6 Wohnzeilen, 1928–1929 von Bruno Taut | |
| 09060054 | Franz-Körner-Straße 21/41 Hannemannstraße 36/44 Pintschallee 2/24B Rungiusstraße 87/97B (Lage) | Siedlung                                                                                              | 4 Wohnhäuser, 1914 von Reinhold Kiehl | |
| 09060054 | Franz-Körner-Straße 21/41 Hannemannstraße 36/44 Pintschallee 2/24B Rungiusstraße 87/97B (Lage) | Siedlung                                                                                              | 8 Reihenhauszeilen, 1914 von Reinhold Kiehl | |
| 09060055 | Franz-Körner-Straße 43/61 (Lage) | Wohnanlage                                                                                            | 1925–1929 von Bruno Taut | |
| 09060056 | Fritz-Reuter-Allee 2/72, 78/120 Buschkrugallee 177/247 Dorchläuchtingstraße 1–10, 12/16, 18–50 Gielower Straße 41–50 Grüner Weg 2/34 Hüsung 1–38 Jochen-Nüßler-Straße 1–45 Liningstraße 1–83, 85/87 Lowise-Reuter-Ring 1/47 Miningstraße 1–36, 38–86, 87–102 Onkel-Bräsig-Straße 1/11, 12–74, 79–143 Parchimer Allee 7, 9–30, 32, 66–70, 72–91, 92/104 Paster-Behrens-Straße 1–46, 48, 53/77 Stavenhagener Straße 4/32 Talberger Straße 2/12R (Lage) | Großsiedlung Britz (Hufeisensiedlung) Teil des UNESCO-Weltkulturerbes Siedlungen der Berliner Moderne | Die Hufeisensiedlung entstand von 1925 bis 1933 in Berlin-Britz nach Plänen von Bruno Taut und Martin Wagner. Sie ist eines der ersten Projekte des sozialen Wohnungsbaues und Teil der Großsiedlung Britz/Fritz-Reuter-Stadt, deren zweiter Teil von den Architekten Paul Engelmann und Emil Fangmeyer gestaltet wurde (siehe auch Gartendenkmal Freiflächen der Großsiedlung Britz). | Die Hufeisensiedlung entstand von 1925 bis 1933 in Berlin-Britz nach Plänen von Bruno Taut und Martin Wagner. Sie ist eines der ersten Projekte des sozialen Wohnungsbaues und Teil der Großsiedlung Britz/Fritz-Reuter-Stadt, deren zweiter Teil von den Architekten Paul Engelmann und Emil Fangmeyer gestaltet wurde (siehe auch Gartendenkmal Freiflächen der Großsiedlung Britz). |
| 09060056 | Fritz-Reuter-Allee 2/72, 78/120 Buschkrugallee 177/247 Dorchläuchtingstraße 1–10, 12/16, 18–50 Gielower Straße 41–50 Grüner Weg 2/34 Hüsung 1–38 Jochen-Nüßler-Straße 1–45 Liningstraße 1–83, 85/87 Lowise-Reuter-Ring 1/47 Miningstraße 1–36, 38–86, 87–102 Onkel-Bräsig-Straße 1/11, 12–74, 79–143 Parchimer Allee 7, 9–30, 32, 66–70, 72–91, 92/104 Paster-Behrens-Straße 1–46, 48, 53/77 Stavenhagener Straße 4/32 Talberger Straße 2/12R (Lage) | Großsiedlung Britz (Hufeisensiedlung) Teil des UNESCO-Weltkulturerbes Siedlungen der Berliner Moderne | Hufeisen mit Wohnzeilen, 1925–1930 von Bruno Taut und Martin Wagner | Hufeisensiedlung |
| 09060056 | Fritz-Reuter-Allee 2/72, 78/120 Buschkrugallee 177/247 Dorchläuchtingstraße 1–10, 12/16, 18–50 Gielower Straße 41–50 Grüner Weg 2/34 Hüsung 1–38 Jochen-Nüßler-Straße 1–45 Liningstraße 1–83, 85/87 Lowise-Reuter-Ring 1/47 Miningstraße 1–36, 38–86, 87–102 Onkel-Bräsig-Straße 1/11, 12–74, 79–143 Parchimer Allee 7, 9–30, 32, 66–70, 72–91, 92/104 Paster-Behrens-Straße 1–46, 48, 53/77 Stavenhagener Straße 4/32 Talberger Straße 2/12R (Lage) | Großsiedlung Britz (Hufeisensiedlung) Teil des UNESCO-Weltkulturerbes Siedlungen der Berliner Moderne | Reihenhäuser | Hufeisensiedlung |
| 09060056 | Fritz-Reuter-Allee 2/72, 78/120 Buschkrugallee 177/247 Dorchläuchtingstraße 1–10, 12/16, 18–50 Gielower Straße 41–50 Grüner Weg 2/34 Hüsung 1–38 Jochen-Nüßler-Straße 1–45 Liningstraße 1–83, 85/87 Lowise-Reuter-Ring 1/47 Miningstraße 1–36, 38–86, 87–102 Onkel-Bräsig-Straße 1/11, 12–74, 79–143 Parchimer Allee 7, 9–30, 32, 66–70, 72–91, 92/104 Paster-Behrens-Straße 1–46, 48, 53/77 Stavenhagener Straße 4/32 Talberger Straße 2/12R (Lage) | Großsiedlung Britz (Hufeisensiedlung) Teil des UNESCO-Weltkulturerbes Siedlungen der Berliner Moderne | „Rote Front“ | Hufeisensiedlung |
| 09060056 | Fritz-Reuter-Allee 2/72, 78/120 Buschkrugallee 177/247 Dorchläuchtingstraße 1–10, 12/16, 18–50 Gielower Straße 41–50 Grüner Weg 2/34 Hüsung 1–38 Jochen-Nüßler-Straße 1–45 Liningstraße 1–83, 85/87 Lowise-Reuter-Ring 1/47 Miningstraße 1–36, 38–86, 87–102 Onkel-Bräsig-Straße 1/11, 12–74, 79–143 Parchimer Allee 7, 9–30, 32, 66–70, 72–91, 92/104 Paster-Behrens-Straße 1–46, 48, 53/77 Stavenhagener Straße 4/32 Talberger Straße 2/12R (Lage) | Großsiedlung Britz (Hufeisensiedlung) Teil des UNESCO-Weltkulturerbes Siedlungen der Berliner Moderne | Wohnbauten im Norden | Hufeisensiedlung |
| 09060056 | Fritz-Reuter-Allee 2/72, 78/120 Buschkrugallee 177/247 Dorchläuchtingstraße 1–10, 12/16, 18–50 Gielower Straße 41–50 Grüner Weg 2/34 Hüsung 1–38 Jochen-Nüßler-Straße 1–45 Liningstraße 1–83, 85/87 Lowise-Reuter-Ring 1/47 Miningstraße 1–36, 38–86, 87–102 Onkel-Bräsig-Straße 1/11, 12–74, 79–143 Parchimer Allee 7, 9–30, 32, 66–70, 72–91, 92/104 Paster-Behrens-Straße 1–46, 48, 53/77 Stavenhagener Straße 4/32 Talberger Straße 2/12R (Lage) | Großsiedlung Britz (Hufeisensiedlung) Teil des UNESCO-Weltkulturerbes Siedlungen der Berliner Moderne | Wohnbauten im Süden | Hufeisensiedlung |
| 09060056 | Fritz-Reuter-Allee 2/72, 78/120 Buschkrugallee 177/247 Dorchläuchtingstraße 1–10, 12/16, 18–50 Gielower Straße 41–50 Grüner Weg 2/34 Hüsung 1–38 Jochen-Nüßler-Straße 1–45 Liningstraße 1–83, 85/87 Lowise-Reuter-Ring 1/47 Miningstraße 1–36, 38–86, 87–102 Onkel-Bräsig-Straße 1/11, 12–74, 79–143 Parchimer Allee 7, 9–30, 32, 66–70, 72–91, 92/104 Paster-Behrens-Straße 1–46, 48, 53/77 Stavenhagener Straße 4/32 Talberger Straße 2/12R (Lage) | Großsiedlung Britz (Hufeisensiedlung) Teil des UNESCO-Weltkulturerbes Siedlungen der Berliner Moderne | 4 Wohnzeilen südlich der Parchimer Allee, 1929 bis 1930 (6. Bauabschnitt), Paul Engelmann und Emil Fangmeyer | Fritz-Reuter-Allee 114 · Paster-Behrens-Straße 77 |
| 09060056 | Fritz-Reuter-Allee 2/72, 78/120 Buschkrugallee 177/247 Dorchläuchtingstraße 1–10, 12/16, 18–50 Gielower Straße 41–50 Grüner Weg 2/34 Hüsung 1–38 Jochen-Nüßler-Straße 1–45 Liningstraße 1–83, 85/87 Lowise-Reuter-Ring 1/47 Miningstraße 1–36, 38–86, 87–102 Onkel-Bräsig-Straße 1/11, 12–74, 79–143 Parchimer Allee 7, 9–30, 32, 66–70, 72–91, 92/104 Paster-Behrens-Straße 1–46, 48, 53/77 Stavenhagener Straße 4/32 Talberger Straße 2/12R (Lage) | Großsiedlung Britz (Hufeisensiedlung) Teil des UNESCO-Weltkulturerbes Siedlungen der Berliner Moderne | 10 Reihenhauszeilen südlich der Parchimer Allee | |
| 09060056 | Fritz-Reuter-Allee 2/72, 78/120 Buschkrugallee 177/247 Dorchläuchtingstraße 1–10, 12/16, 18–50 Gielower Straße 41–50 Grüner Weg 2/34 Hüsung 1–38 Jochen-Nüßler-Straße 1–45 Liningstraße 1–83, 85/87 Lowise-Reuter-Ring 1/47 Miningstraße 1–36, 38–86, 87–102 Onkel-Bräsig-Straße 1/11, 12–74, 79–143 Parchimer Allee 7, 9–30, 32, 66–70, 72–91, 92/104 Paster-Behrens-Straße 1–46, 48, 53/77 Stavenhagener Straße 4/32 Talberger Straße 2/12R (Lage) | Großsiedlung Britz (Hufeisensiedlung) Teil des UNESCO-Weltkulturerbes Siedlungen der Berliner Moderne | Zeilenbau und Wohnblock an der Buschkrugallee, 1927 bis 1929 (Bauabschnitte 3 bis 5) | |
| 09060057 | Fritz-Reuter-Allee 75/95 Parchimer Allee 45/59, 63 Gielower Straße 28–28F, 32–32E Malchiner Straße 70/118 (Lage) | Wohnanlage Fritz-Reuter-Allee                                                                         | 6 Zeilenbauten, 1932–1933 von Entwurfsbüro der GEHAG | |
| 09060059 | Fritz-Reuter-Allee 173–182A Gutschmidtstraße 22 (Lage) | Einkaufszentrum                                                                                       | östliche Ladenzeilen, 1958–1959 | |
| 09060059 | Fritz-Reuter-Allee 173–182A Gutschmidtstraße 22 (Lage) | Einkaufszentrum                                                                                       | westliche Ladenzeile | |
| 09060058 | Gutschmidtstraße 78, 100 (Lage) | Mietshäuser                                                                                           | 2 Doppelwohntürme, 1958–1960 | |
| 09060049 | Hannemannstraße 24/34 Am Mickelbruch 6/10 Pintschallee 13/17 (Lage) | Wohnanlage                                                                                            | 1910–1913 von Gustav Wust (siehe auch Gartendenkmal Innenhof) | |
| 09060060 | Onkel-Bräsig-Straße 76 (Lage) | Gemischte Gemeindeschule Britz-Nord                                                                   | Schulgebäude, 1934–1939 von Karl Bonatz | |
| 09060060 | Onkel-Bräsig-Straße 76 (Lage) | Gemischte Gemeindeschule Britz-Nord                                                                   | Aula, 1934–1939 von Karl Bonatz | |
| 09060060 | Onkel-Bräsig-Straße 76 (Lage) | Gemischte Gemeindeschule Britz-Nord                                                                   | Sporthalle | |
| 09060060 | Onkel-Bräsig-Straße 76 (Lage) | Gemischte Gemeindeschule Britz-Nord                                                                   | Klassentrakt | |
| 09060060 | Onkel-Bräsig-Straße 76 (Lage) | Gemischte Gemeindeschule Britz-Nord                                                                   | Mehrzweckhalle | |
| 09060062 | Parchimer Allee 95/101 Paster-Behrens-Straße 52/60, 64/86 (Lage) | Siedlung                                                                                              | 3 Wohnzeilen, 1954–1956 von Max Taut | |
| 09060062 | Parchimer Allee 95/101 Paster-Behrens-Straße 52/60, 64/86 (Lage) | Siedlung                                                                                              | Ladenzeile, 1954–1956 von Max Taut | |

## Baudenkmale
| Nr.                | Lage                                                      | Offizielle Bezeichnung                                            | Beschreibung                                                                                      | Bild                 |
| ------------------ | --------------------------------------------------------- | ----------------------------------------------------------------- | ------------------------------------------------------------------------------------------------- | -------------------- |
| 09060063           | Alt-Britz 41 (Lage)                                       | Heilige Schutzengel-Kirche                                        | 1959–1961 von Heinz Völker und Rolf Grosse                                                        |                      |
| 09060064           | Alt-Britz 96 (Lage)                                       | Wohnhaus und Nebengebäude                                         | um 1875, Umbau 1889–1891                                                                          |                      |
| 09060064           | Alt-Britz 96 (Lage)                                       | Wohnhaus und Nebengebäude                                         | Nebengebäude                                                                                      |                      |
| 09060065           | Backbergstraße 10 (Lage)                                  | Wohnhaus                                                          | 1890                                                                                              |                      |
| 09060066           | Backbergstraße 13 (Lage)                                  | Wohnhaus                                                          | vor 1879, Umbau 1972                                                                              |                      |
| 09060067           | Backbergstraße 30 (Lage)                                  | Bauernhaus                                                        | um 1880, Umbau 1986                                                                               |                      |
| 09060044           | Backbergstraße 38 Fulhamer Allee 53 (Lage)                | Pfarrhaus mit Vorgarten Bestandteil des Ensembles: Backbergstraße | 1864, Umbauten 1911–1912 von R. und H. Iwan, 1961–1962 (siehe auch Bodendenkmal Feldsteinbrunnen) |                      |
| 09060045           | Backbergstraße 40 (Lage)                                  | Dorfkirche Britz Bestandteil des Ensembles: Backbergstraße        | um 1310, Umbauten 1776, 1888                                                                      |                      |
| 09060045           | Backbergstraße 40 (Lage)                                  | Dorfkirche Britz Bestandteil des Ensembles: Backbergstraße        | Kirchhof                                                                                          |                      |
| 09090189           | Britzer Damm 139 (Lage)                                   | Wohnhaus und Nebengebäude                                         | Wohnhaus, 1884                                                                                    |                      |
| 09090189           | Britzer Damm 139 (Lage)                                   | Wohnhaus und Nebengebäude                                         | Nebengebäude, 1884                                                                                |                      |
| 09060068           | Britzer Damm 207 (Lage)                                   | Büdnerhaus                                                        | 1846                                                                                              |                      |
| 09060069           | Buckower Damm 130 (Lage)                                  | Stechhansche Mühle                                                | 1865                                                                                              | Britzer Mühle        |
| 09060069           | Buckower Damm 130 (Lage)                                  | Stechhansche Mühle                                                | Wohnhaus zur Mühle                                                                                | Britzer Mühle        |
| 09060071           | Buschkrugallee (Lage)                                     | U-Bahnhof Grenzallee                                              | Bahnsteig, 1930 von Alfred Grenander                                                              | U-Bahnhof Grenzallee |
| 09060071           | Buschkrugallee (Lage)                                     | U-Bahnhof Grenzallee                                              | Zugangsgebäude                                                                                    |                      |
| 09097863           | Fritz-Reuter-Allee Gielower Straße Parchimer Allee (Lage) | U-Bahnhof Parchimer Allee                                         | 1960–1963, Eröffnung 1963, von Werner Düttmann                                                    |                      |
| 09097863           | Fritz-Reuter-Allee Gielower Straße Parchimer Allee (Lage) | U-Bahnhof Parchimer Allee                                         | Zugangsgebäude                                                                                    |                      |
| 09095040 (11/2024) | Fritz-Reuter-Allee 136 (Lage)                             | Ev. Hephatha-Kirche                                               | 1954–1955 von Karl Streckebach                                                                    |                      |
| 09060072           | Fritz-Reuter-Allee 184 (Lage)                             | Panorama-Lichtspieltheater                                        | um 1958                                                                                           |                      |
| 09060073           | Späthstraße (Lage)                                        | Späthstraßenbrücke über den Teltowkanal                           | um 1905                                                                                           | Späthstraßenbrücke   |
| 09060074           | Späthstraße 24, 28 (Lage)                                 | Pumpwerk                                                          | 1904–1905, Umbauten 1937, 1961                                                                    |                      |
| 09060074           | Späthstraße 24, 28 (Lage)                                 | Pumpwerk                                                          | Toranlage und Einfriedung                                                                         |                      |

## Gartendenkmale
| Nr.      | Lage | Offizielle Bezeichnung                                | Beschreibung | Bild             |
| -------- | --- | ----------------------------------------------------- | --- | ---------------- |
| 09046172 | Alt-Britz Fulhamer Allee (Lage) | Rosengarten                                           | 1963 von Anton Lohrer |                  |
| 09046173 | Alt-Britz 73 (Lage) | Gutspark Britz                                        | um 1690, Umgestaltungen um 1840, um 1890 von Wilhelm Nahlop und nach 1950, Restaurierung 1984–1988 (siehe auch Gesamtanlage Gutshof Britz)               |                  |
| 09085209 | Fritz-Reuter-Allee 2/72, 78/120 Buschkrugallee 177/247 Dorchläuchtingstraße 1–10, 12/16, 18–50 Gielower Straße 41–50 Grüner Weg 2/34 Hüsung 1–38 Jochen-Nüßler-Straße 1–45 Liningstraße 1–83, 85/87 Lowise-Reuter-Ring 1/47 Miningstraße 1–36, 38–86, 87–102 Onkel-Bräsig-Straße 1/11, 12–74, 79–143 Parchimer Allee 7, 9–30, 32, 66–70, 72–91, 92/104 Paster-Behrens-Straße 1–46, 48, 53/77 Stavenhagener Straße 4/32 Talberger Straße 2/12R (Lage) | Freiflächen der Großsiedlung Britz (Hufeisensiedlung) | Hufeisen mit Teich, 1925–1931 von Leberecht Migge und Ottokar Wagler sowie Walter Rossow (siehe auch Gesamtanlage Großsiedlung Britz (Hufeisensiedlung)) | Hufeisensiedlung |
| 09085209 | Fritz-Reuter-Allee 2/72, 78/120 Buschkrugallee 177/247 Dorchläuchtingstraße 1–10, 12/16, 18–50 Gielower Straße 41–50 Grüner Weg 2/34 Hüsung 1–38 Jochen-Nüßler-Straße 1–45 Liningstraße 1–83, 85/87 Lowise-Reuter-Ring 1/47 Miningstraße 1–36, 38–86, 87–102 Onkel-Bräsig-Straße 1/11, 12–74, 79–143 Parchimer Allee 7, 9–30, 32, 66–70, 72–91, 92/104 Paster-Behrens-Straße 1–46, 48, 53/77 Stavenhagener Straße 4/32 Talberger Straße 2/12R (Lage) | Freiflächen der Großsiedlung Britz (Hufeisensiedlung) | Vorgärten |                  |
| 09085209 | Fritz-Reuter-Allee 2/72, 78/120 Buschkrugallee 177/247 Dorchläuchtingstraße 1–10, 12/16, 18–50 Gielower Straße 41–50 Grüner Weg 2/34 Hüsung 1–38 Jochen-Nüßler-Straße 1–45 Liningstraße 1–83, 85/87 Lowise-Reuter-Ring 1/47 Miningstraße 1–36, 38–86, 87–102 Onkel-Bräsig-Straße 1/11, 12–74, 79–143 Parchimer Allee 7, 9–30, 32, 66–70, 72–91, 92/104 Paster-Behrens-Straße 1–46, 48, 53/77 Stavenhagener Straße 4/32 Talberger Straße 2/12R (Lage) | Freiflächen der Großsiedlung Britz (Hufeisensiedlung) | Straßenbegleitgrün | Hufeisensiedlung |
| 09085209 | Fritz-Reuter-Allee 2/72, 78/120 Buschkrugallee 177/247 Dorchläuchtingstraße 1–10, 12/16, 18–50 Gielower Straße 41–50 Grüner Weg 2/34 Hüsung 1–38 Jochen-Nüßler-Straße 1–45 Liningstraße 1–83, 85/87 Lowise-Reuter-Ring 1/47 Miningstraße 1–36, 38–86, 87–102 Onkel-Bräsig-Straße 1/11, 12–74, 79–143 Parchimer Allee 7, 9–30, 32, 66–70, 72–91, 92/104 Paster-Behrens-Straße 1–46, 48, 53/77 Stavenhagener Straße 4/32 Talberger Straße 2/12R (Lage) | Freiflächen der Großsiedlung Britz (Hufeisensiedlung) | Plätze |                  |
| 09085209 | Fritz-Reuter-Allee 2/72, 78/120 Buschkrugallee 177/247 Dorchläuchtingstraße 1–10, 12/16, 18–50 Gielower Straße 41–50 Grüner Weg 2/34 Hüsung 1–38 Jochen-Nüßler-Straße 1–45 Liningstraße 1–83, 85/87 Lowise-Reuter-Ring 1/47 Miningstraße 1–36, 38–86, 87–102 Onkel-Bräsig-Straße 1/11, 12–74, 79–143 Parchimer Allee 7, 9–30, 32, 66–70, 72–91, 92/104 Paster-Behrens-Straße 1–46, 48, 53/77 Stavenhagener Straße 4/32 Talberger Straße 2/12R (Lage) | Freiflächen der Großsiedlung Britz (Hufeisensiedlung) | Erschließungswege |                  |
| 09085209 | Fritz-Reuter-Allee 2/72, 78/120 Buschkrugallee 177/247 Dorchläuchtingstraße 1–10, 12/16, 18–50 Gielower Straße 41–50 Grüner Weg 2/34 Hüsung 1–38 Jochen-Nüßler-Straße 1–45 Liningstraße 1–83, 85/87 Lowise-Reuter-Ring 1/47 Miningstraße 1–36, 38–86, 87–102 Onkel-Bräsig-Straße 1/11, 12–74, 79–143 Parchimer Allee 7, 9–30, 32, 66–70, 72–91, 92/104 Paster-Behrens-Straße 1–46, 48, 53/77 Stavenhagener Straße 4/32 Talberger Straße 2/12R (Lage) | Freiflächen der Großsiedlung Britz (Hufeisensiedlung) | Struktur der Mietergärten | Hufeisensiedlung |
| 09085209 | Fritz-Reuter-Allee 2/72, 78/120 Buschkrugallee 177/247 Dorchläuchtingstraße 1–10, 12/16, 18–50 Gielower Straße 41–50 Grüner Weg 2/34 Hüsung 1–38 Jochen-Nüßler-Straße 1–45 Liningstraße 1–83, 85/87 Lowise-Reuter-Ring 1/47 Miningstraße 1–36, 38–86, 87–102 Onkel-Bräsig-Straße 1/11, 12–74, 79–143 Parchimer Allee 7, 9–30, 32, 66–70, 72–91, 92/104 Paster-Behrens-Straße 1–46, 48, 53/77 Stavenhagener Straße 4/32 Talberger Straße 2/12R (Lage) | Freiflächen der Großsiedlung Britz (Hufeisensiedlung) | Grünflächen Blaschkoallee |                  |
| 09046178 | Hannemannstraße 24/34 Am Mickelbruch 6/10 Pintschallee 13/17 (Lage) | Innenhof                                              | 1912–1913 (siehe auch Gesamtanlage Hannemannstraße 24/34)                                                                                                |                  |

## Bodendenkmale
| Nr.      | Lage                     | Offizielle Bezeichnung                                     | Beschreibung                                        | Bild                 |
| -------- | ------------------------ | ---------------------------------------------------------- | --------------------------------------------------- | -------------------- |
| 09066755 | Backbergstraße 38 (Lage) | Feldsteinbrunnen Bestandteil des Ensembles: Backbergstraße | 2. Hälfte 14. Jh. (siehe auch Baudenkmal Pfarrhaus) | U-Bahnhof Grenzallee |

## Ehemalige Denkmale
| Nr.       | Lage             | Offizielle Bezeichnung | Beschreibung                  | Bild |
| --------- | ---------------- | ---------------------- | ----------------------------- | ---- |
| unbekannt | Britzer Damm 192 | Pissoir                | um 1890, nach 2001 abgerissen |      |